# Brahim Ferradj
Brahim Ferradj (Saint-Étienne, 4 settembre 1987) è un ex calciatore algerino, di ruolo centrocampista.